# HAWA Vampyr

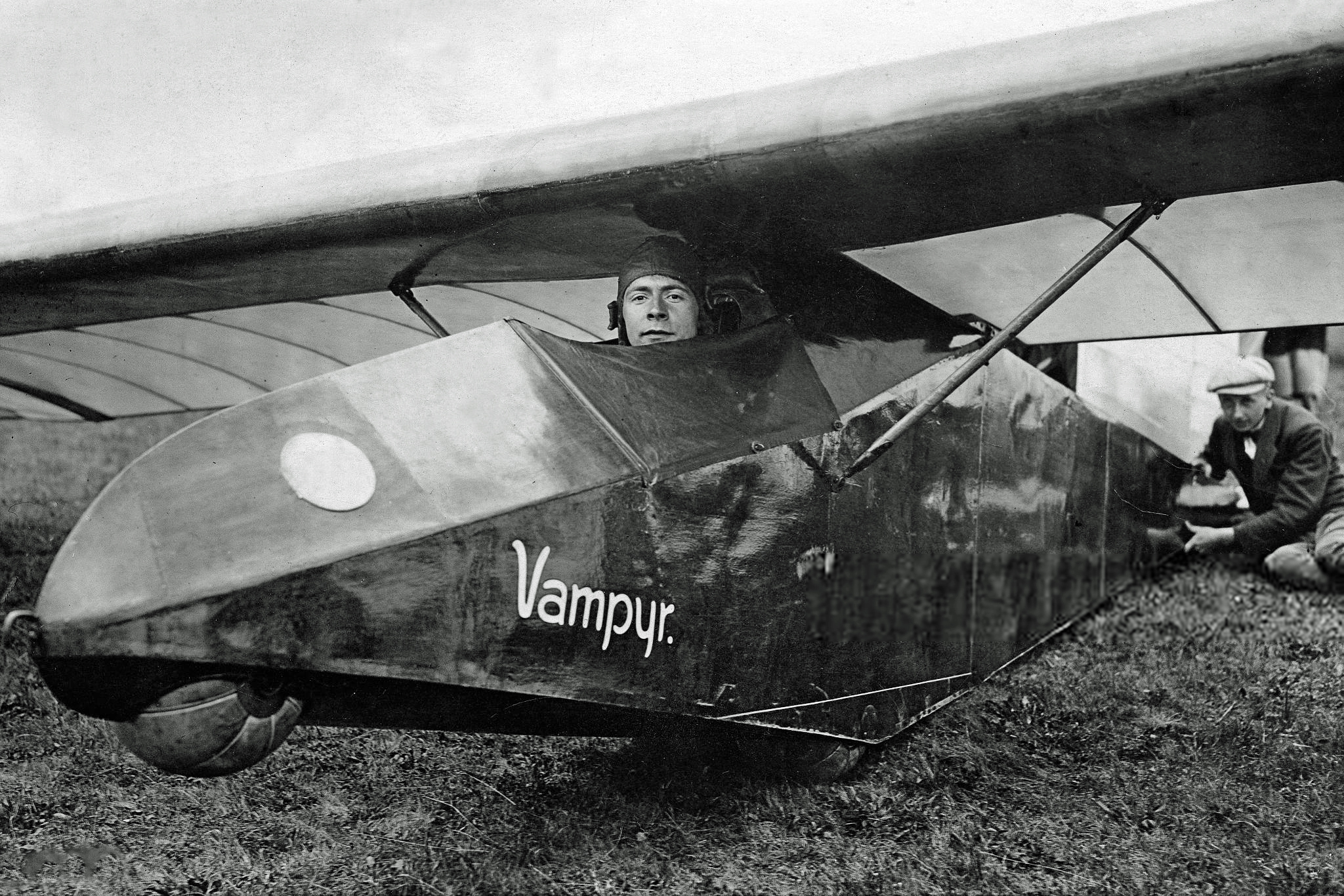
Friedrich Hentzen, der Dauerflug-Rekordhalter des Jahres 1922 mit 3 Stunden und 6 Minuten, im Vampyr

HAWA H 1 „Vampyr“ war ein deutsches Segelflugzeug. Es wurde von Arthur Martens, Friedrich Hentzen und Walter Blume – allesamt ehemalige Weltkriegspiloten und zu der Zeit Studenten des Flugtechnischen Instituts der Technischen Hochschule Hannover – im Rahmen der neugegründeten Akaflieg Hannover konstruiert und von der Hannoverschen Waggonfabrik unter der Leitung von Hermann Dorner gebaut. Der Entwurf stammt von Georg Madelung.

## Konstruktion
Der Vampyr gilt als Urahn der modernen Segelflugzeuge, da er erstmals Konstruktionsmerkmale in einem Flugzeug verband, die jahrzehntelang den Entwurf von Leistungssegelflugzeugen prägten. Ein möglichst geringer Luftwiderstand war die oberste Maßgabe bei der Auslegung des Flugzeugs. Im Unterschied zu den damals noch üblichen Doppeldecker- und Bootskonstruktionen hatte der Vampyr einen geschlossenen Rumpf. Die Tragfläche war bis auf zwei kleine Hilfsstreben unverstrebt. Wegweisend war die erstmals eingesetzte einholmige Bauweise des Tragflügels mit sperrholzbeplankter Torsionsnase (s. Bredtsche Formel) und Querrudern als Steuerflächen, die auch bei Motorflugzeugen übernommen wurde.

## Nutzung

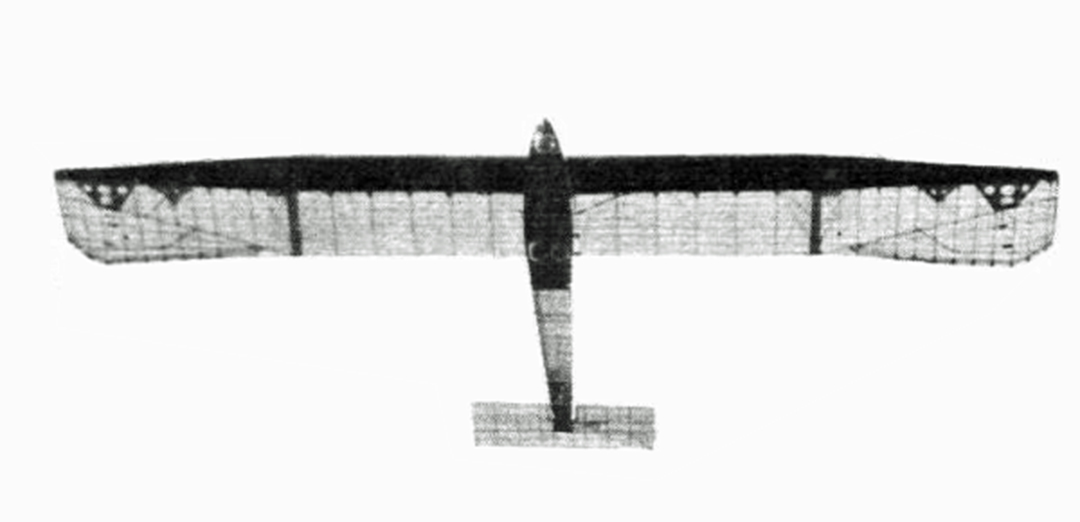
Vampyr im Überflug, 1922

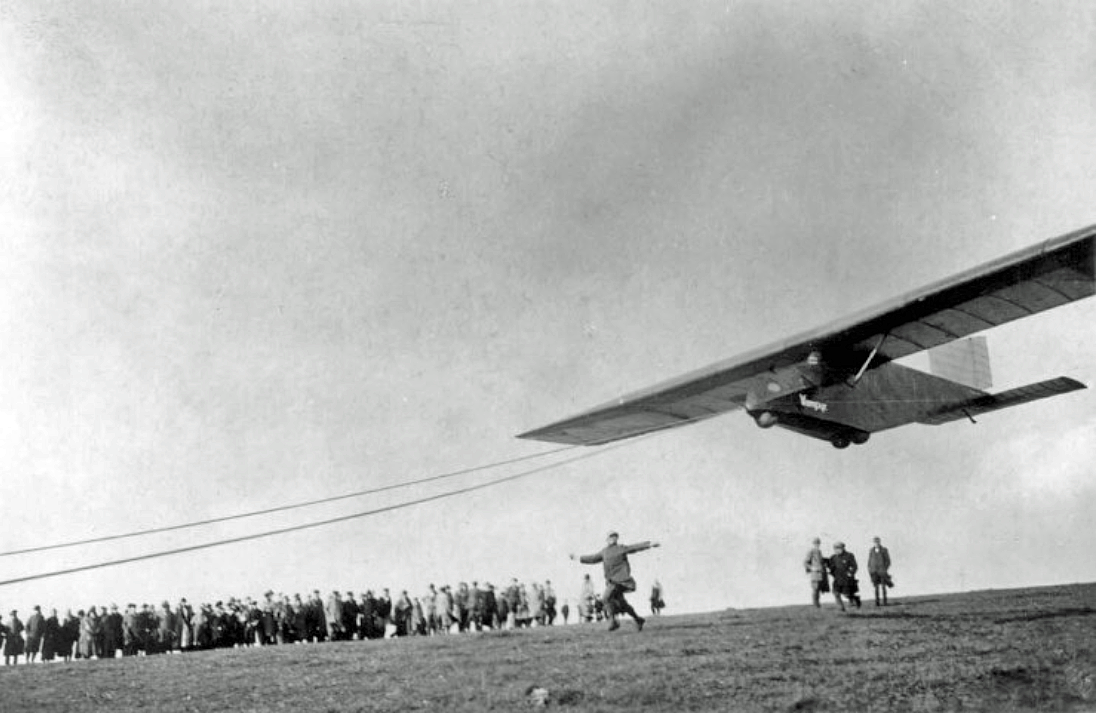
Vampyr beim Rhönwettbewerb 1922 beim Start

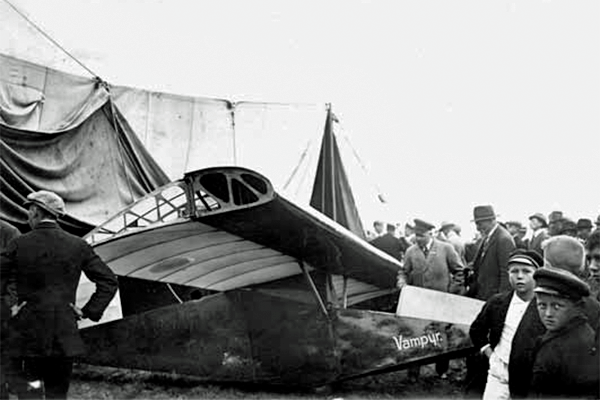
Torsionsnase der Vampyr-Tragfläche, 1922

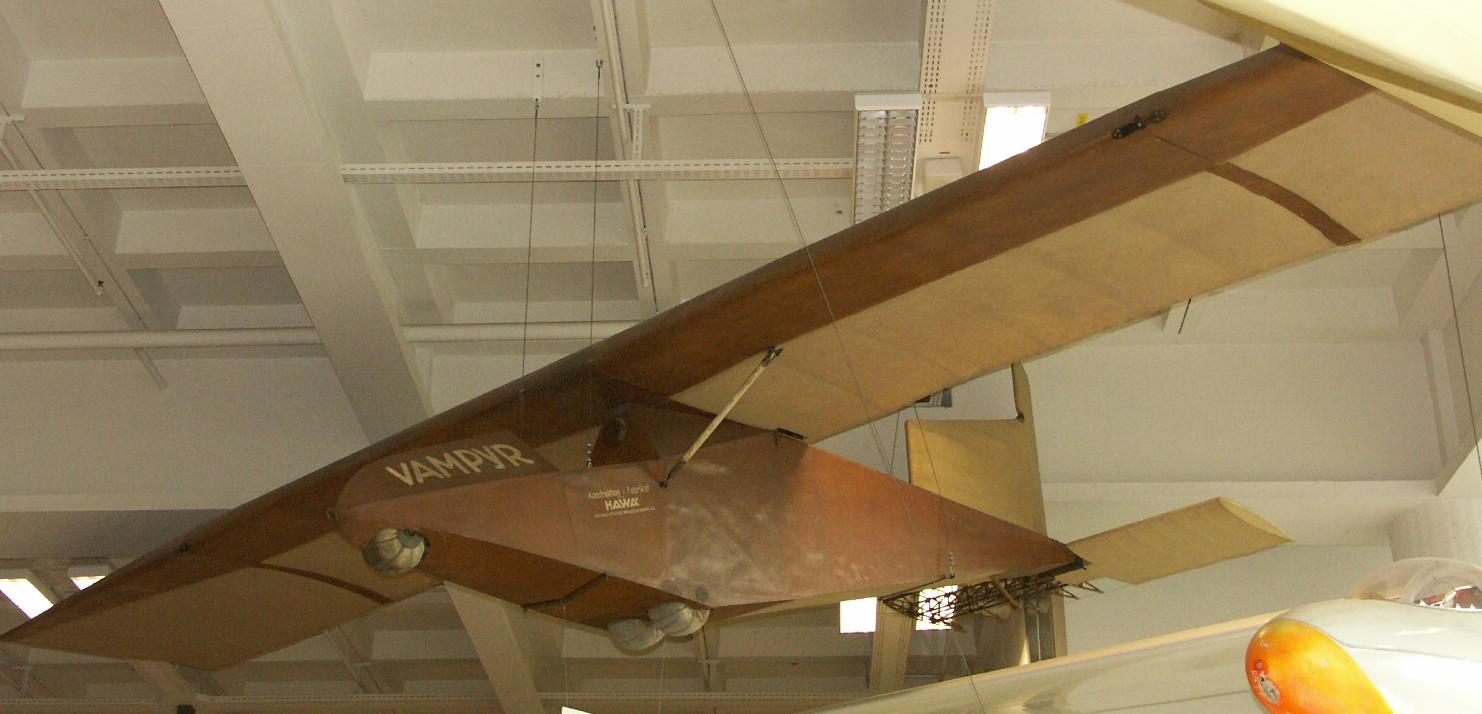
Der Vampyr im Deutschen Museum (München)

1921 nahm er erstmals beim II. Rhön-Wettbewerb auf der Wasserkuppe teil. Arthur Martens legte bei einem Flug 3580 Meter in 5 Minuten und 33 Sekunden zurück. Am 5. September gelang ihm ein Rekordflug von 7,5 km in 15 Minuten und 40 Sekunden. Insgesamt sicherten sich die Hannoveraner Preisgelder in einer Höhe von 21.000 Reichsmark.
Ein Jahr später wurde der Vampyr beim gleichen Wettbewerb mit verändertem Tragwerk eingesetzt und stellte am 18. August 1922 mit einer Stunde und 6 Minuten Flugzeit, 8,9 km Flugstrecke und 108 m Überhöhung drei neue Weltrekorde auf und vollzog damit den Übergang vom Gleit- zum Segelflug. Einen Tag später erhöhte Friedrich Hentzen die Flugzeit mit dem Vampyr auf 2 Stunden 10 Minuten, am 21. August sogar auf 3 Stunden 6 Minuten bei 350 m Überhöhung.
In Auswertung des IV. Rhön-Wettbewerbs von 1923 wurde der Vampyr in einer österreichischen Zeitschrift als das „beste deutsche Fluggerät“ bezeichnet. Eine von Arthur Martens verfeinerte Weiterentwicklung war der Strolch, der von ihm beim Rhön-Wettbewerb 1923 geflogen wurde.

## Verbleib
Der Vampyr wurde im Zweiten Weltkrieg stark beschädigt und lag im Keller des Deutschen Museums in München. Cordes, ein ehemaliger Direktor der Drägerwerke, übernahm die Initiative zur Restaurierung des Flugzeuges. Der Rumpf wurde im Deutschen Museum restauriert, die Tragfläche, von der nur noch der Holm sowie Beschläge und Fragmente der Rippen vorhanden waren, in der Landesverbands-Werkstatt des DAeC SH in Rendsburg-Schachtholm. Die Tragfläche wurde dem Deutschen Museum 1966 anlässlich des Deutschen Luftfahrertags  wieder übergeben. Der Vampyr war wegen des Umbaus des Deutschen Museums zeitweise eingelagert, ist aber seit Juli 2022 wieder zu sehen, jetzt allerdings nicht mehr im Erdgeschoss der Luftfahrthalle, sondern auf der Galerie im 1. Obergeschoss.
Ein nicht flugfähiger Nachbau wurde dem Deutschen Segelflugmuseum mit Modellflug auf der Wasserkuppe am 3. Mai 2002 übergeben und kann besichtigt werden.

## Technische Daten

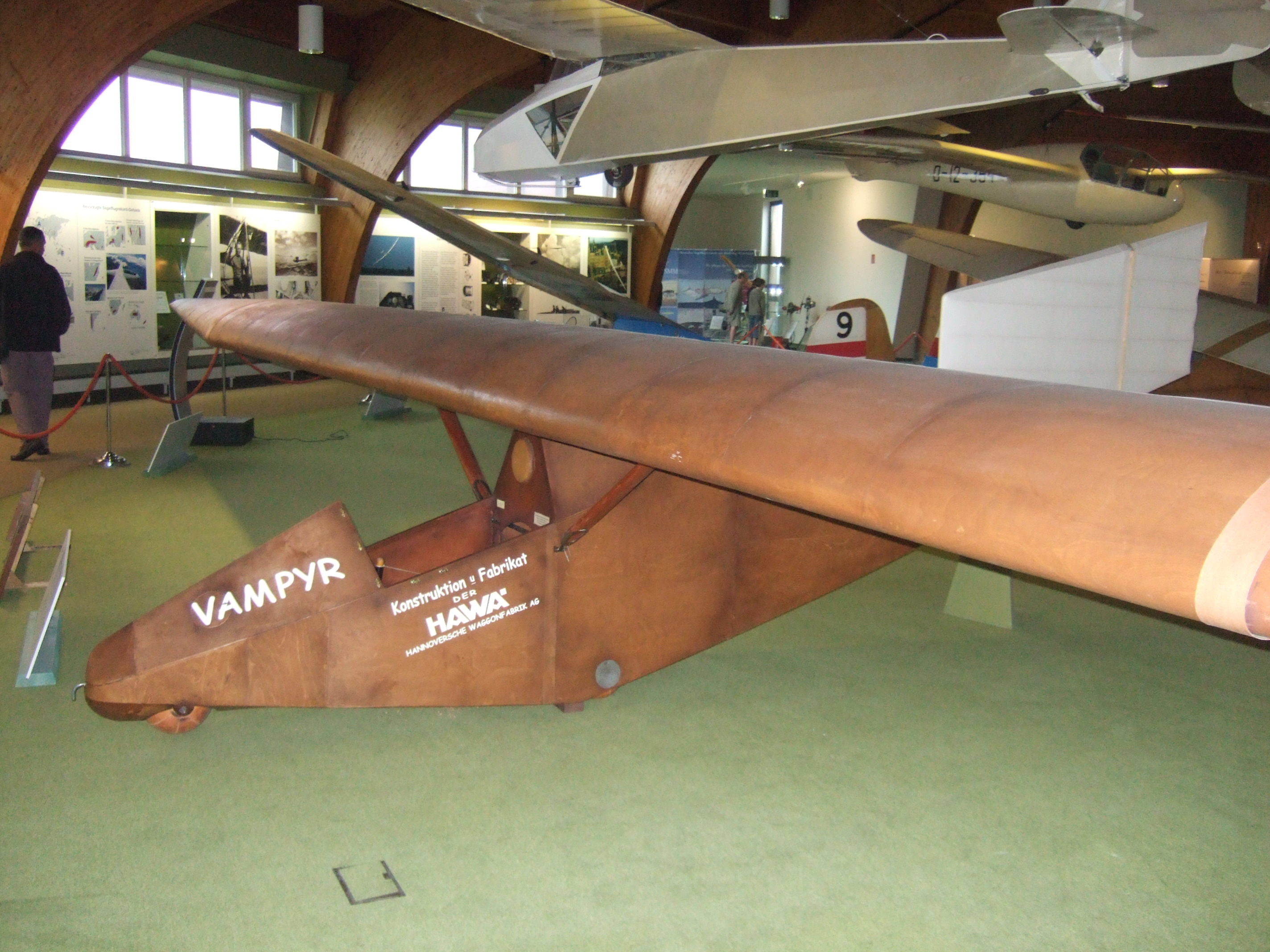
Nachbau im Deutschen Segelflugmuseum mit Modellflug auf der Wasserkuppe

| Kenngröße            | Daten      |
| -------------------- | ---------- |
| Besatzung            | 1          |
| Länge                | 5,54 m     |
| Spannweite           | 12,6 m     |
| Flügelfläche         | 16,0 m²    |
| Flügelstreckung      | 10,8       |
| Tragflächenbelastung | 13,1 kg/m² |
| Tragflächenprofil    | Gö 482     |
| Gleitzahl            | 16         |
| Geringstes Sinken    | 0,77 m/s   |
| Nutzlast             | ca. 80 kg  |
| Leermasse            | ca. 130 kg |
| Startmasse           | 210 kg     |